# Черна (област Шумен)
Вижте пояснителната страница за други значения на Черна.
Черна е село в Североизточна България. То се намира в община Хитрино, област Шумен.
В селото има джамия, построена по прототип на Томбул джамия. При самото създаване на селото населението е било изключително религиозно, имали са много ходжи и хаджии.

## Население
Численост на населението според преброяванията през годините:
| \| Година на преброяване \| Численост \| \| --------------------- \| --------- \| \| 1934 \| 1052 \| \| 1946 \| 1264 \| \| 1956 \| 886 \| \| 1965 \| 756 \| \| 1975 \| 616 \| \| 1985 \| 541 \| \| 1992 \| 405 \| \| 2001 \| 330 \| \| 2011 \| 312 \| \| 2021 \| 284 \| |           |
| Година на преброяване | Численост |
| 1934 | 1052      |
| 1946 | 1264      |
| 1956 | 886       |
| 1965 | 756       |
| 1975 | 616       |
| 1985 | 541       |
| 1992 | 405       |
| 2001 | 330       |
| 2011 | 312       |
| 2021 | 284       |

## История
Историята на село Черна датира от далечното минало. В околността на селото има гробница (могила) и разкопки от две антични селища. Старото име на селото е Каралар („кара“ – „черен“ в превод от турски). Според исторически източници, първият човек заселил се в селището е Юсреф Ходжа Кара, от чието име идва и името на селото.

### Етнически състав

#### Преброяване на населението през 2011 г.
Численост и дял на етническите групи според преброяването на населението през 2011 г.:
|                     | Численост | Дял (в %) |
| Общо                | 312       | 100.00    |
| Българи             | 9         | 2.88      |
| Турци               | 303       | 97.11     |
| Цигани              | –         | –         |
| Други               | –         | –         |
| Не се самоопределят | –         | –         |
| Неотговорили        | –         | –         |

## Редовни събития
От месец септември 2012 г. се провеждат мазни борби в памет на Световния шампион по борба Коджа Юсуф

## Родени в Черна
- Коджа Юсуф (1857-1898), прочут състезател по борба